# Jelena Nikolajewna Schewtschenko
Jelena Nikolajewna Schewtschenko (russisch Елена Николаевна Шевченко; * 7. Oktober 1971 in Moskau, Sowjetunion) ist eine ehemalige russische Kunstturnerin.

## Karriere
Schewtschenko wurde 1986 sowjetische Meisterin am Boden und belegte zudem zweite Plätze im Sprung und am Schwebebalken. Aufgrund ihrer starken Leistungen bei den Goodwill Games im selben Jahr wurde sie für die Olympischen Spiele 1988 in Seoul nominiert. Dort gewann sie mit der sowjetischen Mannschaft die Goldmedaille im Mannschaftsmehrkampf. Im Einzelmehrkampf belegte sie in der Qualifikation Rang 14, konnte jedoch nicht ins Finale einziehen, da nur drei Turnerinnen pro Nation zugelassen waren und sie als Fünfte der sowjetischen Mannschaft gewertet wurde. Bei den sowjetischen Meisterschaften 1988 erreichte sie den dritten Platz im Einzelmehrkampf.
Für ihre sportlichen Erfolge wurde sie 1988 zur Verdienten Meisterin des Sports der UdSSR ernannt und erhielt 1989 die Medaille „Für heldenmütige Arbeit“. Nach ihrem Karriereende im Jahr 1989 arbeitete sie als Trainerin und Kampfrichterin sowie im Russischen Turnverband. 1993 schloss sie ihr Studium an der Staatlichen Zentralen Hochschule für Körperkultur ab.